# Vuelta al País Vasco 2018
La 58.ª edición de la Vuelta al País Vasco, (oficialmente: Euskal Herriko Itzulia (en euskera) o Itzulia Basque Country (en inglés)) fue una carrera de ciclismo en ruta por etapas disputada entre el 2 y el 7 de abril de 2018 en el País Vasco (comunidad autónoma española), con inicio en la ciudad de Zarauz y final en el Santuario de la Virgen de Arrate de la ciudad de Éibar. El recorrido consistió de un total de 6 etapas sobre una distancia total de 805,9 km.
La carrera hizo parte del UCI WorldTour 2018, siendo la decimocuarta competición del calendario de máxima categoría mundial y fue ganada por el ciclista esloveno Primož Roglič del equipo LottoNL-Jumbo. El podio lo completaron los ciclistas españoles Mikel Landa del equipo Movistar y Ion Izagirre del equipo Bahrain-Merida.

## Equipos participantes
Tomaron la partida un total de 22 equipos, de los cuales participaron por derecho propio los 18 equipos de categoría UCI WorldTeam y 4 equipos de categoría Profesional Continental invitados por la organización de la carrera, quienes conformaron un pelotón de 153 ciclistas.
| WorldTeams (18)- AG2R La Mondiale - Astana - Bahrain-Merida - BMC Racing Team - Bora-Hansgrohe - Dimension Data - EF Education First-Drapac p/b Cannondale - Groupama-FDJ - Katusha-Alpecin - Lotto Soudal - Mitchelton-Scott - Movistar Team - Quick-Step Floors - Sky - Lotto NL-Jumbo - Team Sunweb - Trek-Segafredo - UAE Team Emirates Equipos continentales profesionales (4)- Burgos-BH - Caja Rural-Seguros RGA - Cofidis, Solutions Crédits - Euskadi Basque Country-Murias |
| |

## Recorrido
| Etapa     | Fecha    | Recorrido           | type                    | Distancia (km) | Ganador            | Líder              |
| --------- | -------- | ------------------- | ----------------------- | -------------- | ------------------ | ------------------ |
| 1.ª etapa | 2 de abr | Zarauz – Zarauz     | etapa de media montaña  | 162,1          | Julian Alaphilippe | Julian Alaphilippe |
| 2.ª etapa | 3 de abr | Zarauz – Bermeo     | etapa de media montaña  | 166,7          | Julian Alaphilippe | Julian Alaphilippe |
| 3.ª etapa | 4 de abr | Bermeo – Valdegovía | etapa escarpada         | 184,8          | Jay McCarthy       | Julian Alaphilippe |
| 4.ª etapa | 5 de abr | Lodosa – Lodosa     | contrarreloj individual | 19,4           | Primož Roglič      | Primož Roglič      |
| 5.ª etapa | 6 de abr | Vitoria – Éibar     | etapa de montaña        | 164,7          | Omar Fraile        | Primož Roglič      |
| 6.ª etapa | 7 de abr | Éibar – Arrate      | etapa de montaña        | 122,2          | Enric Mas          | Primož Roglič      |

## Desarrollo de la carrera

### 1.ª etapa
| Zarauz - Zarauz | etapa de media montaña | (162,1 km) |

| \| Clasificación de la etapa \| Clasificación de la etapa \| Clasificación de la etapa \| Clasificación de la etapa \| Clasificación de la etapa \| \| Ciclista \| Ciclista \| Equipo \| Tiempo \| \| \| ------------------------- \| ------------------------- \| ------------------------- \| ------------------------- \| ------------------------- \| \| 1.º \| Julian Alaphilippe \| Quick-Step Floors \| 4 h 17 min 46 s \| \| \| 2.º \| Primož Roglič \| LottoNL-Jumbo \| + 0 s \| \| \| 3.º \| Pello Bilbao \| Astana \| + 23 s \| \| \| 4.º \| Enric Mas \| Quick-Step Floors \| + 23 s \| \| \| 5.º \| Gorka Izagirre \| Bahrain-Merida \| + 23 s \| \| \| 6.º \| Emanuel Buchmann \| Bora-Hansgrohe \| + 23 s \| \| \| 7.º \| Patrick Konrad \| Bora-Hansgrohe \| + 23 s \| \| \| 8.º \| Jelle Vanendert \| Lotto-Soudal \| + 23 s \| \| \| 9.º \| Romain Bardet \| AG2R La Mondiale \| + 23 s \| \| \| 10.º \| Nairo Quintana \| Movistar Team \| + 23 s \| \| |                    |                   |                 |
| |                    |                   |                 |
| |                    |                   |                 |
| Clasificación de la etapa |                    |                   |                 |
| Ciclista | Ciclista           | Equipo            | Tiempo          |
| 1.º | Julian Alaphilippe | Quick-Step Floors | 4 h 17 min 46 s |
| 2.º | Primož Roglič      | LottoNL-Jumbo     | + 0 s           |
| 3.º | Pello Bilbao       | Astana            | + 23 s          |
| 4.º | Enric Mas          | Quick-Step Floors | + 23 s          |
| 5.º | Gorka Izagirre     | Bahrain-Merida    | + 23 s          |
| 6.º | Emanuel Buchmann   | Bora-Hansgrohe    | + 23 s          |
| 7.º | Patrick Konrad     | Bora-Hansgrohe    | + 23 s          |
| 8.º | Jelle Vanendert    | Lotto-Soudal      | + 23 s          |
| 9.º | Romain Bardet      | AG2R La Mondiale  | + 23 s          |
| 10.º | Nairo Quintana     | Movistar Team     | + 23 s          |

| \| Clasificación general \| Clasificación general \| Clasificación general \| Clasificación general \| Clasificación general \| \| Ciclista \| Ciclista \| Equipo \| Tiempo \| \| \| --------------------- \| --------------------- \| --------------------- \| --------------------- \| --------------------- \| \| 1.º \| Julian Alaphilippe \| Quick-Step Floors \| 4 h 17 min 36 s \| \| \| 2.º \| Primož Roglič \| LottoNL-Jumbo \| + 4 s \| \| \| 3.º \| Pello Bilbao \| Astana \| + 29 s \| \| \| 4.º \| Enric Mas \| Quick-Step Floors \| + 33 s \| \| \| 5.º \| Gorka Izagirre \| Bahrain-Merida \| + 33 s \| \| \| 6.º \| Emanuel Buchmann \| Bora-Hansgrohe \| + 33 s \| \| \| 7.º \| Patrick Konrad \| Bora-Hansgrohe \| + 33 s \| \| \| 8.º \| Jelle Vanendert \| Lotto-Soudal \| + 33 s \| \| \| 9.º \| Romain Bardet \| AG2R La Mondiale \| + 33 s \| \| \| 10.º \| Nairo Quintana \| Movistar Team \| + 33 s \| \| |                    |                   |                 |
| |                    |                   |                 |
| |                    |                   |                 |
| Clasificación general |                    |                   |                 |
| Ciclista | Ciclista           | Equipo            | Tiempo          |
| 1.º | Julian Alaphilippe | Quick-Step Floors | 4 h 17 min 36 s |
| 2.º | Primož Roglič      | LottoNL-Jumbo     | + 4 s           |
| 3.º | Pello Bilbao       | Astana            | + 29 s          |
| 4.º | Enric Mas          | Quick-Step Floors | + 33 s          |
| 5.º | Gorka Izagirre     | Bahrain-Merida    | + 33 s          |
| 6.º | Emanuel Buchmann   | Bora-Hansgrohe    | + 33 s          |
| 7.º | Patrick Konrad     | Bora-Hansgrohe    | + 33 s          |
| 8.º | Jelle Vanendert    | Lotto-Soudal      | + 33 s          |
| 9.º | Romain Bardet      | AG2R La Mondiale  | + 33 s          |
| 10.º | Nairo Quintana     | Movistar Team     | + 33 s          |

### 2.ª etapa
| Zarauz - Bermeo | etapa de media montaña | (166,7 km) |

| \| Clasificación de la etapa \| Clasificación de la etapa \| Clasificación de la etapa \| Clasificación de la etapa \| Clasificación de la etapa \| \| Ciclista \| Ciclista \| Equipo \| Tiempo \| \| \| ------------------------- \| ------------------------- \| ------------------------- \| ------------------------- \| ------------------------- \| \| 1.º \| Julian Alaphilippe \| Quick-Step Floors \| 4 h 11 min 47 s \| \| \| 2.º \| Primož Roglič \| LottoNL-Jumbo \| + 0 s \| \| \| 3.º \| Gorka Izagirre \| Bahrain-Merida \| + 0 s \| \| \| 4.º \| Mikel Landa \| Movistar Team \| + 0 s \| \| \| 5.º \| Patrick Konrad \| Bora-Hansgrohe \| + 15 s \| \| \| 6.º \| Eduard Prades \| Euskadi-Murias \| + 15 s \| \| \| 7.º \| Pello Bilbao \| Astana \| + 15 s \| \| \| 8.º \| Rudy Molard \| Groupama-FDJ \| + 15 s \| \| \| 9.º \| Enric Mas \| Quick-Step Floors \| + 15 s \| \| \| 10.º \| Ion Izagirre \| Bahrain-Merida \| + 15 s \| \| |                    |                   |                 |
| |                    |                   |                 |
| |                    |                   |                 |
| Clasificación de la etapa |                    |                   |                 |
| Ciclista | Ciclista           | Equipo            | Tiempo          |
| 1.º | Julian Alaphilippe | Quick-Step Floors | 4 h 11 min 47 s |
| 2.º | Primož Roglič      | LottoNL-Jumbo     | + 0 s           |
| 3.º | Gorka Izagirre     | Bahrain-Merida    | + 0 s           |
| 4.º | Mikel Landa        | Movistar Team     | + 0 s           |
| 5.º | Patrick Konrad     | Bora-Hansgrohe    | + 15 s          |
| 6.º | Eduard Prades      | Euskadi-Murias    | + 15 s          |
| 7.º | Pello Bilbao       | Astana            | + 15 s          |
| 8.º | Rudy Molard        | Groupama-FDJ      | + 15 s          |
| 9.º | Enric Mas          | Quick-Step Floors | + 15 s          |
| 10.º | Ion Izagirre       | Bahrain-Merida    | + 15 s          |

| \| Clasificación general \| Clasificación general \| Clasificación general \| Clasificación general \| Clasificación general \| \| Ciclista \| Ciclista \| Equipo \| Tiempo \| \| \| --------------------- \| --------------------- \| --------------------- \| --------------------- \| --------------------- \| \| 1.º \| Julian Alaphilippe \| Quick-Step Floors \| 8 h 29 min 13 s \| \| \| 2.º \| Primož Roglič \| LottoNL-Jumbo \| + 8 s \| \| \| 3.º \| Gorka Izagirre \| Bahrain-Merida \| + 39 s \| \| \| 4.º \| Mikel Landa \| Movistar Team \| + 43 s \| \| \| 5.º \| Pello Bilbao \| Astana \| + 54 s \| \| \| 6.º \| Patrick Konrad \| Bora-Hansgrohe \| + 58 s \| \| \| 7.º \| Enric Mas \| Quick-Step Floors \| + 58 s \| \| \| 8.º \| Emanuel Buchmann \| Bora-Hansgrohe \| + 58 s \| \| \| 9.º \| Rudy Molard \| Groupama-FDJ \| + 58 s \| \| \| 10.º \| Romain Bardet \| AG2R La Mondiale \| + 58 s \| \| |                    |                   |                 |
| |                    |                   |                 |
| |                    |                   |                 |
| Clasificación general |                    |                   |                 |
| Ciclista | Ciclista           | Equipo            | Tiempo          |
| 1.º | Julian Alaphilippe | Quick-Step Floors | 8 h 29 min 13 s |
| 2.º | Primož Roglič      | LottoNL-Jumbo     | + 8 s           |
| 3.º | Gorka Izagirre     | Bahrain-Merida    | + 39 s          |
| 4.º | Mikel Landa        | Movistar Team     | + 43 s          |
| 5.º | Pello Bilbao       | Astana            | + 54 s          |
| 6.º | Patrick Konrad     | Bora-Hansgrohe    | + 58 s          |
| 7.º | Enric Mas          | Quick-Step Floors | + 58 s          |
| 8.º | Emanuel Buchmann   | Bora-Hansgrohe    | + 58 s          |
| 9.º | Rudy Molard        | Groupama-FDJ      | + 58 s          |
| 10.º | Romain Bardet      | AG2R La Mondiale  | + 58 s          |

### 3.ª etapa
| Bermeo - Valdegovía | etapa escarpada | (184,8 km) |

| \| Clasificación de la etapa \| Clasificación de la etapa \| Clasificación de la etapa \| Clasificación de la etapa \| Clasificación de la etapa \| \| Ciclista \| Ciclista \| Equipo \| Tiempo \| \| \| ------------------------- \| ------------------------- \| ------------------------- \| ------------------------- \| ------------------------- \| \| 1.º \| Jay McCarthy \| Bora-Hansgrohe \| 4 h 49 min 39 s \| \| \| 2.º \| Aleksandr Ryabushenko \| UAE Team Emirates \| + 0 s \| \| \| 3.º \| Michał Kwiatkowski \| Team Sky \| + 0 s \| \| \| 4.º \| Michael Albasini \| Mitchelton-Scott \| + 0 s \| \| \| 5.º \| Enrique Sanz \| Euskadi-Murias \| + 0 s \| \| \| 6.º \| Julian Alaphilippe \| Quick-Step Floors \| + 0 s \| \| \| 7.º \| Michael Matthews \| Team Sunweb \| + 0 s \| \| \| 8.º \| Jesús Ezquerra \| Burgos-BH \| + 0 s \| \| \| 9.º \| Pello Bilbao \| Astana \| + 0 s \| \| \| 10.º \| Enrico Battaglin \| LottoNL-Jumbo \| + 0 s \| \| |                       |                   |                 |
| |                       |                   |                 |
| |                       |                   |                 |
| Clasificación de la etapa |                       |                   |                 |
| Ciclista | Ciclista              | Equipo            | Tiempo          |
| 1.º | Jay McCarthy          | Bora-Hansgrohe    | 4 h 49 min 39 s |
| 2.º | Aleksandr Ryabushenko | UAE Team Emirates | + 0 s           |
| 3.º | Michał Kwiatkowski    | Team Sky          | + 0 s           |
| 4.º | Michael Albasini      | Mitchelton-Scott  | + 0 s           |
| 5.º | Enrique Sanz          | Euskadi-Murias    | + 0 s           |
| 6.º | Julian Alaphilippe    | Quick-Step Floors | + 0 s           |
| 7.º | Michael Matthews      | Team Sunweb       | + 0 s           |
| 8.º | Jesús Ezquerra        | Burgos-BH         | + 0 s           |
| 9.º | Pello Bilbao          | Astana            | + 0 s           |
| 10.º | Enrico Battaglin      | LottoNL-Jumbo     | + 0 s           |

| \| Clasificación general \| Clasificación general \| Clasificación general \| Clasificación general \| Clasificación general \| \| Ciclista \| Ciclista \| Equipo \| Tiempo \| \| \| --------------------- \| --------------------- \| --------------------- \| --------------------- \| --------------------- \| \| 1.º \| Julian Alaphilippe \| Quick-Step Floors \| 13 h 18 min 52 s \| \| \| 2.º \| Primož Roglič \| LottoNL-Jumbo \| + 8 s \| \| \| 3.º \| Gorka Izagirre \| Bahrain-Merida \| + 39 s \| \| \| 4.º \| Mikel Landa \| Movistar Team \| + 43 s \| \| \| 5.º \| Pello Bilbao \| Astana \| + 54 s \| \| \| 6.º \| Rudy Molard \| Groupama-FDJ \| + 58 s \| \| \| 7.º \| Emanuel Buchmann \| Bora-Hansgrohe \| + 58 s \| \| \| 8.º \| Romain Bardet \| AG2R La Mondiale \| + 58 s \| \| \| 9.º \| Enric Mas \| Quick-Step Floors \| + 58 s \| \| \| 10.º \| Patrick Konrad \| Bora-Hansgrohe \| + 58 s \| \| |                    |                   |                  |
| |                    |                   |                  |
| |                    |                   |                  |
| Clasificación general |                    |                   |                  |
| Ciclista | Ciclista           | Equipo            | Tiempo           |
| 1.º | Julian Alaphilippe | Quick-Step Floors | 13 h 18 min 52 s |
| 2.º | Primož Roglič      | LottoNL-Jumbo     | + 8 s            |
| 3.º | Gorka Izagirre     | Bahrain-Merida    | + 39 s           |
| 4.º | Mikel Landa        | Movistar Team     | + 43 s           |
| 5.º | Pello Bilbao       | Astana            | + 54 s           |
| 6.º | Rudy Molard        | Groupama-FDJ      | + 58 s           |
| 7.º | Emanuel Buchmann   | Bora-Hansgrohe    | + 58 s           |
| 8.º | Romain Bardet      | AG2R La Mondiale  | + 58 s           |
| 9.º | Enric Mas          | Quick-Step Floors | + 58 s           |
| 10.º | Patrick Konrad     | Bora-Hansgrohe    | + 58 s           |

### 4.ª etapa
| Lodosa - Lodosa | contrarreloj individual | (19,4 km) |

| \| Clasificación de la etapa \| Clasificación de la etapa \| Clasificación de la etapa \| Clasificación de la etapa \| Clasificación de la etapa \| \| Ciclista \| Ciclista \| Equipo \| Tiempo \| \| \| ------------------------- \| ------------------------- \| ------------------------- \| ------------------------- \| ------------------------- \| \| 1.º \| Primož Roglič \| LottoNL-Jumbo \| 22 min 26 s \| \| \| 2.º \| Patrick Bevin \| BMC Racing Team \| + 9 s \| \| \| 3.º \| Vasil Kiryienka \| Team Sky \| + 11 s \| \| \| 4.º \| Jonathan Castroviejo \| Team Sky \| + 14 s \| \| \| 5.º \| Michał Kwiatkowski \| Team Sky \| + 20 s \| \| \| 6.º \| Michael Matthews \| Team Sunweb \| + 36 s \| \| \| 7.º \| David de la Cruz \| Team Sky \| + 37 s \| \| \| 8.º \| Julian Alaphilippe \| Quick-Step Floors \| + 42 s \| \| \| 9.º \| Bauke Mollema \| Trek-Segafredo \| + 43 s \| \| \| 10.º \| Damiano Caruso \| BMC Racing Team \| + 43 s \| \| |                      |                   |             |
| |                      |                   |             |
| |                      |                   |             |
| Clasificación de la etapa |                      |                   |             |
| Ciclista | Ciclista             | Equipo            | Tiempo      |
| 1.º | Primož Roglič        | LottoNL-Jumbo     | 22 min 26 s |
| 2.º | Patrick Bevin        | BMC Racing Team   | + 9 s       |
| 3.º | Vasil Kiryienka      | Team Sky          | + 11 s      |
| 4.º | Jonathan Castroviejo | Team Sky          | + 14 s      |
| 5.º | Michał Kwiatkowski   | Team Sky          | + 20 s      |
| 6.º | Michael Matthews     | Team Sunweb       | + 36 s      |
| 7.º | David de la Cruz     | Team Sky          | + 37 s      |
| 8.º | Julian Alaphilippe   | Quick-Step Floors | + 42 s      |
| 9.º | Bauke Mollema        | Trek-Segafredo    | + 43 s      |
| 10.º | Damiano Caruso       | BMC Racing Team   | + 43 s      |

| \| Clasificación general \| Clasificación general \| Clasificación general \| Clasificación general \| Clasificación general \| \| Ciclista \| Ciclista \| Equipo \| Tiempo \| \| \| --------------------- \| --------------------- \| --------------------- \| --------------------- \| --------------------- \| \| 1.º \| Primož Roglič \| LottoNL-Jumbo \| 13 h 41 min 26 s \| \| \| 2.º \| Julian Alaphilippe \| Quick-Step Floors \| + 34 s \| \| \| 3.º \| Bauke Mollema \| Trek-Segafredo \| + 1 min 33 s \| \| \| 4.º \| Patrick Konrad \| Bora-Hansgrohe \| + 1 min 36 s \| \| \| 5.º \| Gorka Izagirre \| Bahrain-Merida \| + 1 min 42 s \| \| \| 6.º \| Emanuel Buchmann \| Bora-Hansgrohe \| + 1 min 48 s \| \| \| 7.º \| Mikel Landa \| Movistar Team \| + 1 min 51 s \| \| \| 8.º \| Pello Bilbao \| Astana \| + 1 min 57 s \| \| \| 9.º \| Nairo Quintana \| Movistar Team \| + 2 min 08 s \| \| \| 10.º \| Ion Izagirre \| Bahrain-Merida \| + 2 min 11 s \| \| |                    |                   |                  |
| |                    |                   |                  |
| |                    |                   |                  |
| Clasificación general |                    |                   |                  |
| Ciclista | Ciclista           | Equipo            | Tiempo           |
| 1.º | Primož Roglič      | LottoNL-Jumbo     | 13 h 41 min 26 s |
| 2.º | Julian Alaphilippe | Quick-Step Floors | + 34 s           |
| 3.º | Bauke Mollema      | Trek-Segafredo    | + 1 min 33 s     |
| 4.º | Patrick Konrad     | Bora-Hansgrohe    | + 1 min 36 s     |
| 5.º | Gorka Izagirre     | Bahrain-Merida    | + 1 min 42 s     |
| 6.º | Emanuel Buchmann   | Bora-Hansgrohe    | + 1 min 48 s     |
| 7.º | Mikel Landa        | Movistar Team     | + 1 min 51 s     |
| 8.º | Pello Bilbao       | Astana            | + 1 min 57 s     |
| 9.º | Nairo Quintana     | Movistar Team     | + 2 min 08 s     |
| 10.º | Ion Izagirre       | Bahrain-Merida    | + 2 min 11 s     |

### 5.ª etapa
| Vitoria - Éibar | etapa de montaña | (164,7 km) |

| \| Clasificación de la etapa \| Clasificación de la etapa \| Clasificación de la etapa \| Clasificación de la etapa \| Clasificación de la etapa \| \| Ciclista \| Ciclista \| Equipo \| Tiempo \| \| \| ------------------------- \| ------------------------- \| -------------------------- \| ------------------------- \| ------------------------- \| \| 1.º \| Omar Fraile \| Astana \| 3 h 53 min 59 s \| \| \| 2.º \| Primož Roglič \| LottoNL-Jumbo \| + 0 s \| \| \| 3.º \| Ion Izagirre \| Bahrain-Merida \| + 0 s \| \| \| 4.º \| Carlos Verona \| Mitchelton-Scott \| + 0 s \| \| \| 5.º \| José Herrada \| Cofidis, Solutions Crédits \| + 0 s \| \| \| 6.º \| Mikel Landa \| Movistar Team \| + 0 s \| \| \| 7.º \| Mark Padun \| Bahrain-Merida \| + 15 s \| \| \| 8.º \| Pello Bilbao \| Astana \| + 1 min 27 s \| \| \| 9.º \| Rui Alberto Costa \| UAE Team Emirates \| + 1 min 27 s \| \| \| 10.º \| Jai Hindley \| Team Sunweb \| + 1 min 27 s \| \| |                   |                            |                 |
| |                   |                            |                 |
| |                   |                            |                 |
| Clasificación de la etapa |                   |                            |                 |
| Ciclista | Ciclista          | Equipo                     | Tiempo          |
| 1.º | Omar Fraile       | Astana                     | 3 h 53 min 59 s |
| 2.º | Primož Roglič     | LottoNL-Jumbo              | + 0 s           |
| 3.º | Ion Izagirre      | Bahrain-Merida             | + 0 s           |
| 4.º | Carlos Verona     | Mitchelton-Scott           | + 0 s           |
| 5.º | José Herrada      | Cofidis, Solutions Crédits | + 0 s           |
| 6.º | Mikel Landa       | Movistar Team              | + 0 s           |
| 7.º | Mark Padun        | Bahrain-Merida             | + 15 s          |
| 8.º | Pello Bilbao      | Astana                     | + 1 min 27 s    |
| 9.º | Rui Alberto Costa | UAE Team Emirates          | + 1 min 27 s    |
| 10.º | Jai Hindley       | Team Sunweb                | + 1 min 27 s    |

| \| Clasificación general \| Clasificación general \| Clasificación general \| Clasificación general \| Clasificación general \| \| Ciclista \| Ciclista \| Equipo \| Tiempo \| \| \| --------------------- \| --------------------- \| ------------------------- \| --------------------- \| --------------------- \| \| 1.º \| Primož Roglič \| LottoNL-Jumbo \| 17 h 35 min 19 s \| \| \| 2.º \| Mikel Landa \| Movistar Team \| + 1 min 57 s \| \| \| 3.º \| Ion Izagirre \| Bahrain-Merida \| + 2 min 13 s \| \| \| 4.º \| Julian Alaphilippe \| Quick-Step Floors \| + 2 min 55 s \| \| \| 5.º \| Bauke Mollema \| Trek-Segafredo \| + 3 min 06 s \| \| \| 6.º \| Emanuel Buchmann \| Bora-Hansgrohe \| + 3 min 21 s \| \| \| 7.º \| Pello Bilbao \| Astana \| + 3 min 30 s \| \| \| 8.º \| Nairo Quintana \| Movistar Team \| + 3 min 41 s \| \| \| 9.º \| David de la Cruz \| Team Sky \| + 3 min 49 s \| \| \| 10.º \| Rigoberto Urán \| EF Education First-Drapac \| + 3 min 57 s \| \| |                    |                           |                  |
| |                    |                           |                  |
| |                    |                           |                  |
| Clasificación general |                    |                           |                  |
| Ciclista | Ciclista           | Equipo                    | Tiempo           |
| 1.º | Primož Roglič      | LottoNL-Jumbo             | 17 h 35 min 19 s |
| 2.º | Mikel Landa        | Movistar Team             | + 1 min 57 s     |
| 3.º | Ion Izagirre       | Bahrain-Merida            | + 2 min 13 s     |
| 4.º | Julian Alaphilippe | Quick-Step Floors         | + 2 min 55 s     |
| 5.º | Bauke Mollema      | Trek-Segafredo            | + 3 min 06 s     |
| 6.º | Emanuel Buchmann   | Bora-Hansgrohe            | + 3 min 21 s     |
| 7.º | Pello Bilbao       | Astana                    | + 3 min 30 s     |
| 8.º | Nairo Quintana     | Movistar Team             | + 3 min 41 s     |
| 9.º | David de la Cruz   | Team Sky                  | + 3 min 49 s     |
| 10.º | Rigoberto Urán     | EF Education First-Drapac | + 3 min 57 s     |

### 6.ª etapa
| Éibar - Arrate | etapa de montaña | (122,2 km) |

| \| Clasificación de la etapa \| Clasificación de la etapa \| Clasificación de la etapa \| Clasificación de la etapa \| Clasificación de la etapa \| \| Ciclista \| Ciclista \| Equipo \| Tiempo \| \| \| ------------------------- \| ------------------------- \| ------------------------- \| ------------------------- \| ------------------------- \| \| 1.º \| Enric Mas \| Quick-Step Floors \| 3 h 17 min 34 s \| \| \| 2.º \| Mikel Landa \| Movistar Team \| + 12 s \| \| \| 3.º \| Ion Izagirre \| Bahrain-Merida \| + 27 s \| \| \| 4.º \| Dylan Teuns \| BMC Racing Team \| + 27 s \| \| \| 5.º \| Nairo Quintana \| Movistar Team \| + 30 s \| \| \| 6.º \| Thomas de Gendt \| Lotto-Soudal \| + 45 s \| \| \| 7.º \| Emanuel Buchmann \| Bora-Hansgrohe \| + 47 s \| \| \| 8.º \| Gregor Mühlberger \| Bora-Hansgrohe \| + 54 s \| \| \| 9.º \| Primož Roglič \| LottoNL-Jumbo \| + 54 s \| \| \| 10.º \| Patrick Konrad \| Bora-Hansgrohe \| + 54 s \| \| |                   |                   |                 |
| |                   |                   |                 |
| |                   |                   |                 |
| Clasificación de la etapa |                   |                   |                 |
| Ciclista | Ciclista          | Equipo            | Tiempo          |
| 1.º | Enric Mas         | Quick-Step Floors | 3 h 17 min 34 s |
| 2.º | Mikel Landa       | Movistar Team     | + 12 s          |
| 3.º | Ion Izagirre      | Bahrain-Merida    | + 27 s          |
| 4.º | Dylan Teuns       | BMC Racing Team   | + 27 s          |
| 5.º | Nairo Quintana    | Movistar Team     | + 30 s          |
| 6.º | Thomas de Gendt   | Lotto-Soudal      | + 45 s          |
| 7.º | Emanuel Buchmann  | Bora-Hansgrohe    | + 47 s          |
| 8.º | Gregor Mühlberger | Bora-Hansgrohe    | + 54 s          |
| 9.º | Primož Roglič     | LottoNL-Jumbo     | + 54 s          |
| 10.º | Patrick Konrad    | Bora-Hansgrohe    | + 54 s          |

## Clasificaciones finales
Las clasificaciones finalizaron de la siguiente forma:

### Clasificación general
| \| Clasificación general \| Clasificación general \| Clasificación general \| Clasificación general \| Clasificación general \| \| Ciclista \| Ciclista \| Equipo \| Tiempo \| \| \| --------------------- \| --------------------- \| -------------------------- \| --------------------- \| --------------------- \| \| 1.º \| Primož Roglič \| LottoNL-Jumbo \| 20 h 53 min 47 s \| \| \| 2.º \| Mikel Landa \| Movistar Team \| + 1 min 09 s \| \| \| 3.º \| Ion Izagirre \| Bahrain-Merida \| + 1 min 42 s \| \| \| 4.º \| Emanuel Buchmann \| Bora-Hansgrohe \| + 3 min 14 s \| \| \| 5.º \| Nairo Quintana \| Movistar Team \| + 3 min 17 s \| \| \| 6.º \| Enric Mas \| Quick-Step Floors \| + 3 min 29 s \| \| \| 7.º \| Bauke Mollema \| Trek-Segafredo \| + 3 min 50 s \| \| \| 8.º \| Pello Bilbao \| Astana \| + 4 min 14 s \| \| \| 9.º \| David de la Cruz \| Team Sky \| + 4 min 15 s \| \| \| 10.º \| Patrick Konrad \| Bora-Hansgrohe \| + 5 min 30 s \| \| \| 11.º \| Dylan Teuns \| BMC Racing Team \| + 5 min 34 s \| \| \| 12.º \| Rui Alberto Costa \| UAE Team Emirates \| + 6 min 29 s \| \| \| 13.º \| Romain Bardet \| AG2R La Mondiale \| + 7 min 08 s \| \| \| 14.º \| José Herrada \| Cofidis, Solutions Crédits \| + 7 min 40 s \| \| \| 15.º \| Jesper Hansen \| Astana \| + 9 min 29 s \| \| \| 16.º \| Jack Haig \| Mitchelton-Scott \| + 10 min 21 s \| \| \| 17.º \| Alexis Vuillermoz \| AG2R La Mondiale \| + 11 min 50 s \| \| \| 18.º \| Bjorg Lambrecht \| Lotto-Soudal \| + 12 min 55 s \| \| \| 19.º \| Nicolas Edet \| Cofidis, Solutions Crédits \| + 13 min 07 s \| \| \| 20.º \| Carlos Verona \| Mitchelton-Scott \| + 13 min 12 s \| \| \| 21.º \| Ilnur Zakarin \| Katusha-Alpecin \| + 14 min 03 s \| \| \| 22.º \| Igor Antón \| Dimension Data \| + 14 min 12 s \| \| \| 23.º \| Hermann Pernsteiner \| Bahrain-Merida \| + 14 min 33 s \| \| \| 24.º \| Pieter Serry \| Quick-Step Floors \| + 14 min 35 s \| \| \| 25.º \| Alex Aranburu \| Caja Rural-Seguros RGA \| + 14 min 43 s \| \| |                     |                            |                  |
| |                     |                            |                  |
| Fuente: ProCyclingStats |                     |                            |                  |
| Clasificación general |                     |                            |                  |
| Ciclista | Ciclista            | Equipo                     | Tiempo           |
| 1.º | Primož Roglič       | LottoNL-Jumbo              | 20 h 53 min 47 s |
| 2.º | Mikel Landa         | Movistar Team              | + 1 min 09 s     |
| 3.º | Ion Izagirre        | Bahrain-Merida             | + 1 min 42 s     |
| 4.º | Emanuel Buchmann    | Bora-Hansgrohe             | + 3 min 14 s     |
| 5.º | Nairo Quintana      | Movistar Team              | + 3 min 17 s     |
| 6.º | Enric Mas           | Quick-Step Floors          | + 3 min 29 s     |
| 7.º | Bauke Mollema       | Trek-Segafredo             | + 3 min 50 s     |
| 8.º | Pello Bilbao        | Astana                     | + 4 min 14 s     |
| 9.º | David de la Cruz    | Team Sky                   | + 4 min 15 s     |
| 10.º | Patrick Konrad      | Bora-Hansgrohe             | + 5 min 30 s     |
| 11.º | Dylan Teuns         | BMC Racing Team            | + 5 min 34 s     |
| 12.º | Rui Alberto Costa   | UAE Team Emirates          | + 6 min 29 s     |
| 13.º | Romain Bardet       | AG2R La Mondiale           | + 7 min 08 s     |
| 14.º | José Herrada        | Cofidis, Solutions Crédits | + 7 min 40 s     |
| 15.º | Jesper Hansen       | Astana                     | + 9 min 29 s     |
| 16.º | Jack Haig           | Mitchelton-Scott           | + 10 min 21 s    |
| 17.º | Alexis Vuillermoz   | AG2R La Mondiale           | + 11 min 50 s    |
| 18.º | Bjorg Lambrecht     | Lotto-Soudal               | + 12 min 55 s    |
| 19.º | Nicolas Edet        | Cofidis, Solutions Crédits | + 13 min 07 s    |
| 20.º | Carlos Verona       | Mitchelton-Scott           | + 13 min 12 s    |
| 21.º | Ilnur Zakarin       | Katusha-Alpecin            | + 14 min 03 s    |
| 22.º | Igor Antón          | Dimension Data             | + 14 min 12 s    |
| 23.º | Hermann Pernsteiner | Bahrain-Merida             | + 14 min 33 s    |
| 24.º | Pieter Serry        | Quick-Step Floors          | + 14 min 35 s    |
| 25.º | Alex Aranburu       | Caja Rural-Seguros RGA     | + 14 min 43 s    |

### Clasificación por puntos
| Clasificación por puntos | Clasificación por puntos | Clasificación por puntos | Clasificación por puntos | Clasificación por puntos |
| Ciclista                 | Ciclista                 | Equipo                   | Puntos                   |                          |
| ------------------------ | ------------------------ | ------------------------ | ------------------------ | ------------------------ |
| 1.º                      | Primož Roglič            | LottoNL-Jumbo            | 92 pts                   |                          |
| 2.º                      | Julian Alaphilippe       | Quick-Step Floors        | 68 pts                   |                          |
| 3.º                      | Enric Mas                | Quick-Step Floors        | 48 pts                   |                          |
| 4.º                      | Mikel Landa              | Movistar Team            | 46 pts                   |                          |
| 5.º                      | Pello Bilbao             | Astana                   | 43 pts                   |                          |
| 6.º                      | Ion Izagirre             | Bahrain-Merida           | 38 pts                   |                          |
| 7.º                      | Patrick Konrad           | Bora-Hansgrohe           | 31 pts                   |                          |
| 8.º                      | Gorka Izagirre           | Bahrain-Merida           | 30 pts                   |                          |
| 9.º                      | Omar Fraile              | Astana                   | 27 pts                   |                          |
| 10.º                     | Emanuel Buchmann         | Bora-Hansgrohe           | 27 pts                   |                          |

### Clasificación de la montaña
| Clasificación de la montaña | Clasificación de la montaña | Clasificación de la montaña | Clasificación de la montaña | Clasificación de la montaña |
| Ciclista                    | Ciclista                    | Equipo                      | Puntos                      |                             |
| --------------------------- | --------------------------- | --------------------------- | --------------------------- | --------------------------- |
| 1.º                         | Carlos Verona               | Mitchelton-Scott            | 55 pts                      |                             |
| 2.º                         | Mark Padun                  | Bahrain-Merida              | 34 pts                      |                             |
| 3.º                         | Thomas de Gendt             | Lotto-Soudal                | 32 pts                      |                             |
| 4.º                         | Enric Mas                   | Quick-Step Floors           | 19 pts                      |                             |
| 5.º                         | Mikel Landa                 | Movistar Team               | 18 pts                      |                             |
| 6.º                         | Jonathan Lastra             | Caja Rural-Seguros RGA      | 11 pts                      |                             |
| 7.º                         | David López García          | Team Sky                    | 11 pts                      |                             |
| 8.º                         | Alexis Vuillermoz           | AG2R La Mondiale            | 9 pts                       |                             |
| 9.º                         | Primož Roglič               | LottoNL-Jumbo               | 8 pts                       |                             |
| 10.º                        | Gregor Mühlberger           | Bora-Hansgrohe              | 7 pts                       |                             |

### Clasificación de los jóvenes
| Clasificación del mejor joven | Clasificación del mejor joven | Clasificación del mejor joven | Clasificación del mejor joven | Clasificación del mejor joven |
| Ciclista                      | Ciclista                      | Equipo                        | Tiempo                        |                               |
| ----------------------------- | ----------------------------- | ----------------------------- | ----------------------------- | ----------------------------- |
| 1.º                           | Enric Mas                     | Quick-Step Floors             | 20 h 57 min 16 s              |                               |
| 2.º                           | Jack Haig                     | Mitchelton-Scott              | + 6 min 52 s                  |                               |
| 3.º                           | Bjorg Lambrecht               | Lotto-Soudal                  | + 9 min 26 s                  |                               |
| 4.º                           | Alex Aranburu                 | Caja Rural-Seguros RGA        | + 11 min 14 s                 |                               |
| 5.º                           | Valentin Madouas              | Groupama-FDJ                  | + 15 min 16 s                 |                               |
| 6.º                           | Óscar Cabedo                  | Burgos-BH                     | + 15 min 17 s                 |                               |
| 7.º                           | Felix Großschartner           | Bora-Hansgrohe                | + 25 min 19 s                 |                               |
| 8.º                           | Julen Amezqueta               | Caja Rural-Seguros RGA        | + 27 min 41 s                 |                               |
| 9.º                           | Léo Vincent                   | Groupama-FDJ                  | + 29 min 08 s                 |                               |
| 10.º                          | Jai Hindley                   | Team Sunweb                   | + 29 min 17 s                 |                               |

### Clasificación por equipos
| Clasificación por equipos | Clasificación por equipos  | Clasificación por equipos | Clasificación por equipos |
| Equipo                    | Equipo                     | Tiempo                    |                           |
| ------------------------- | -------------------------- | ------------------------- | ------------------------- |
| 1.º                       | Movistar Team              | 62 h 57 min 52 s          |                           |
| 2.º                       | Bahrain-Merida             | + 4 min 01 s              |                           |
| 3.º                       | Bora-Hansgrohe             | + 10 min 37 s             |                           |
| 4.º                       | Astana                     | + 11 min 23 s             |                           |
| 5.º                       | Quick-Step Floors          | + 11 min 25 s             |                           |
| 6.º                       | Cofidis, Solutions Crédits | + 12 min 05 s             |                           |
| 7.º                       | AG2R La Mondiale           | + 17 min 18 s             |                           |
| 8.º                       | Lotto Soudal               | + 19 min 56 s             |                           |
| 9.º                       | Katusha-Alpecin            | + 30 min 04 s             |                           |
| 10.º                      | Sky                        | + 31 min 19 s             |                           |

## Evolución de las clasificaciones
| Etapa                   |                         | Ganador _          | Clasificación general | Puntos             | Montaña         | Jóvenes   | Equipo _          |
| ----------------------- | ----------------------- | ------------------ | --------------------- | ------------------ | --------------- | --------- | ----------------- |
| 1.ª etapa               | etapa de media montaña  | Julian Alaphilippe | Julian Alaphilippe    | Julian Alaphilippe | Jonathan Lastra | Enric Mas | Quick-Step Floors |
| 2.ª etapa               | etapa de media montaña  | Julian Alaphilippe | Julian Alaphilippe    | Julian Alaphilippe | Mark Padun      | Enric Mas | Quick-Step Floors |
| 3.ª etapa               | etapa escarpada         | Jay McCarthy       | Julian Alaphilippe    | Julian Alaphilippe | Thomas de Gendt | Enric Mas | Quick-Step Floors |
| 4.ª etapa               | contrarreloj individual | Primož Roglič      | Primož Roglič         | Julian Alaphilippe | Thomas de Gendt | Enric Mas | Quick-Step Floors |
| 5.ª etapa               | etapa de montaña        | Omar Fraile        | Primož Roglič         | Primož Roglič      | Mark Padun      | Jack Haig | Bahrain-Merida    |
| 6.ª etapa               | etapa de montaña        | Enric Mas          | Primož Roglič         | Primož Roglič      | Carlos Verona   | Enric Mas | Movistar Team     |
| Clasificaciones finales | Clasificaciones finales |                    | Primož Roglič         | Primož Roglič      | Carlos Verona   | Enric Mas | Movistar Team     |

## UCI World Ranking
La Vuelta al País Vasco otorga puntos para el UCI WorldTour 2018 y el UCI World Ranking, este último para corredores de los equipos en las categorías UCI WorldTeam, Profesional Continental y Equipos Continentales. Las siguientes muestran el baremo de puntuación y los 10 corredores que más obtuvieron puntos:
| Posición              | 1.º | 2.º | 3.º | 4.º | 5.º | 6.º | 7.º | 8.º | 9.º | 10.º | 11.º | 12.º | 13.º | 14.º | 15.º | 16.º-20.º | 21.º-30.º | 31.º-50.º | 51.º-55.º | 56.º-60.º |
| Clasificación general | 400 | 320 | 260 | 220 | 180 | 140 | 120 | 100 | 80  | 68   | 56   | 48   | 40   | 32   | 28   | 24        | 16        | 8         | 4         | 2         |
| Por etapa             | 50  | 20  | 8   |     |     |     |     |     |     |      |      |      |      |      |      |           |           |           |           |           |
| Líder                 | 8   |     |     |     |     |     |     |     |     |      |      |      |      |      |      |           |           |           |           |           |

| Clasificación |                    |                   |         |       |       |       |
| Posición      | Ciclista           | Equipo            | General | Etapa | Líder | Total |
| ------------- | ------------------ | ----------------- | ------- | ----- | ----- | ----- |
| 1.º           | Primož Roglič      | LottoNL-Jumbo     | 400     | 110   | 16    | 526   |
| 2.º           | Mikel Landa        | Movistar          | 320     | 20    | -     | 340   |
| 3.º           | Ion Izagirre       | Bahrain Merida    | 260     | 16    | -     | 276   |
| 4.º           | Emanuel Buchmann   | Bora-Hansgrohe    | 220     | -     | -     | 220   |
| 5.º           | Enric Mas          | Quick-Step Floors | 140     | 50    | -     | 190   |
| 6.º           | Nairo Quintana     | Movistar          | 180     | -     | -     | 180   |
| 7.º           | Julian Alaphilippe | Quick-Step Floors | 8       | 100   | 24    | 132   |
| 8.º           | Bauke Mollema      | Trek-Segafredo    | 120     | -     | -     | 120   |
| 9.º           | Pello Bilbao       | Astana            | 100     | 8     | -     | 108   |
| 10.º          | David de la Cruz   | Sky               | 80      | -     | -     | 80    |